# Giovanni Reggio
Giovanni Leone Reggio, född 12 december 1888, död 22 december 1972, var en italiensk seglare som deltog i olympiska sommarspelen 1928, 1936 och 1948.
1928 slutade han sjua som en av besättningsmedlemmarna på den italienska båten Twins II i 6 meters klassen.
Åtta år senare var han en av besättningsmedlemmarna på den italienska båten Italia som vann guldmedalj i 8 meters klassen.
1948 slutade han åtta som en  besättningsmedlemmarna på den italienska båten Ciocca II i 6 meters klassen.